# Radiointerferómetro
Un radiointerferómetro es la combinación de radiotelescopios más pequeños para formar el equivalente a uno de mayor tamaño, lo que permite la observación de una radiofuente con mayor resolución.
Por lo general se combinan radiotelescopios de espejo de tamaño medio, los cuales reciben de la misma fuente cósmica. 
De este modo, mediante el análisis de las interferencias producidas por los distintos haces procedentes de cada una de las antenas de los radiotelescopios, las observaciones son mucho más detalladas y con una mayor resolución que con los radiotelescopios parabólicos convencionales. De hecho, el radiointeferómetro tiene la potencia de un radiotelescopio parabólico cuyo diámetro fuera igual a la separación entre las antenas más alejadas.
Uno de los radiointerferómetros más potentes del mundo es el 1HT, de SETI, y uno de los más grandes es conocido como Cruz de Mills, situado en Australia. Sus elementos están dispuestos en forma de cruz con brazos de 450 metros de longitud.
Sin embargo, con seguridad el radiointerferómetro más grande es nuestro planeta, ya que mediante la tecnología VLBI se pueden conectar radiotelescopios situados en todos los contienentes, aunque debido a la imposibilidad de conectarlos físicamente mediante cables, tienen que recurrir a grabar las señales en cintas magnéticas, para ser más tarde reproducidas de forma sincronizada según la señal horaria registrada.